# Zweden op het Eurovisiesongfestival 1990
Melodifestivalen 1990 was de 29ste editie van de liedjeswedstrijd die de Zweedse deelnemer voor het Eurovisiesongfestival oplevert. Er werden 1223 liedjes ingezonden. De winnaar werd bepaald door de regionale jury's. Het kijkcijfer was met 5.964.000 (54% van de bevolking) het hoogste ooit.

## Uitslag
| Nr. | Artiest              | Lied                     | Songwriters                                                                      | Punten | Plaats |
| --- | -------------------- | ------------------------ | -------------------------------------------------------------------------------- | ------ | ------ |
| 1   | Elisabeth Andreasson | Jag ser en stjärna falla | Peter Stedt                                                                      | 53     | 7de    |
| 2   | Peter Jöback         | En sensation             | Christer Lundh, Mikael Wendt                                                     | 43     | 9de    |
| 3   | Lizette Pålsson      | Sången över havet        | Hans Skoog, Martin Klaman                                                        | 56     | 6de    |
| 4   | N'Gang               | Vi vill ha värme         | Mikael Erlandsson, Robert Ardin, Peter Andersson, Niklas Börjesson, Lars Sandrén | 73     | 5de    |
| 5   | Lotta Engberg        | En gång till             | Christer Lundh, Mikael Wendt                                                     | 49     | 8ste   |
| 6   | Lisbeth Jagedal      | Varje natt               | Ingela 'Pling' Forsman, Lasse Holm                                               | 76     | 3de    |
| 7   | Loa Falkman          | Symfonin                 | Elisabeth Lord, Tommy Gunnarsson                                                 | 30     | 10de   |
| 8   | Carola Häggkvist     | Mitt i ett äventyr       | Stephan Berg                                                                     | 84     | 2de    |
| 9   | Edin-Ådahl           | Som en vind              | Mikael Wendt                                                                     | 99     | 1ste   |
| 10  | Sofia Källgren       | Handen på hjärtat        | Ingela 'Pling' Forsman, Lasse Holm                                               | 75     | 4de    |

### Jurering
| Lied                     | Malmö | Luleå | Umeå) | Sundsvall | Falun | Karlstad | Örebro | Stockholm | Norrköping | Växjö | Göteborg | Total |
| ------------------------ | ----- | ----- | ----- | --------- | ----- | -------- | ------ | --------- | ---------- | ----- | -------- | ----- |
| Jag ser en stjärna falla | 6     | 1     | 3     | 8         | 1     | 7        | 2      | 8         | 2          | 3     | 12       | 53    |
| En sensation             | 5     | 4     | 1     | 1         | 4     | 1        | 6      | 4         | 7          | 6     | 4        | 43    |
| Sången över havet        | 3     | 5     | 6     | 6         | 5     | 8        | 7      | 5         | 1          | 8     | 2        | 56    |
| Vi vill ha värme         | 12    | 12    | 12    | 3         | 2     | 5        | 4      | 1         | 10         | 2     | 10       | 73    |
| En gång till             | 2     | 3     | 7     | 12        | 3     | 4        | 3      | 3         | 5          | 4     | 3        | 49    |
| Varje natt               | 4     | 10    | 8     | 10        | 6     | 6        | 8      | 6         | 8          | 5     | 5        | 76    |
| Symphonin                | 1     | 2     | 2     | 4         | 10    | 2        | 1      | 2         | 4          | 1     | 1        | 30    |
| Mitt i ett äventyr       | 8     | 8     | 4     | 2         | 12    | 10       | 12     | 7         | 6          | 7     | 8        | 84    |
| Som en vind              | 10    | 6     | 5     | 5         | 8     | 12       | 10     | 12        | 12         | 12    | 7        | 99    |
| Handen på hjärtat        | 7     | 7     | 10    | 7         | 7     | 3        | 5      | 10        | 3          | 10    | 6        | 75    |

## In Zagreb
In Joegoslavië moest Zweden optreden als 18de, voor Italië en na Ierland . Aan het einde van de puntentelling was Zweden 16de geworden met een totaal van 24 punten.
Men ontving van België 0 punten en van Nederland 6 punten.

### Gekregen punten

#### Finale
| 12 punten | 10 punten | 8 punten | 7 punten                           | 6 punten                                      |
| --------- | --------- | -------- | ---------------------------------- | --------------------------------------------- |
|           |           |          |                                    | - Nederland - Noorwegen - Verenigd Koninkrijk |
| 5 punten  | 4 punten  | 3 punten | 2 punten                           | 1 punt                                        |
|           |           |          | - Duitsland - Griekenland - Spanje |                                               |

### Punten gegeven door Zweden

#### Finale
Punten gegeven in de finale:
| 12 punten | Ierland     |
| 10 punten | Italië      |
| 8 punten  | IJsland     |
| 7 punten  | België      |
| 6 punten  | Cyprus      |
| 5 punten  | Frankrijk   |
| 4 punten  | Duitsland   |
| 3 punten  | Denemarken  |
| 2 punten  | Oostenrijk  |
| 1 punt    | Joegoslavië |